# Castariti
Castariti (Kaštariti) era um chefe medo mencionado como "rei dos medos" numa inscrição datada de 678 a.C. É comumente identificado com Fraortes, apesar de essa identificação ser considerada duvidosa. 